# Região espaçadora intergénica
Região espaçadora intergénica (ou ADN espaçador) é a designação dada a sequências da cadeia de ácido desoxirribonucleico (ADN) presentes em todos os cromossomas que se constituem como regiões que não são transcritas apesar de se localizem fisicamente entre genes que se transcrevem. A sua função mais provável será garantir as elevadas taxas de transcrição associadas aos genes limítrofes.
Estas regiões nos procariontes apresentam apenas alguns nucleótidos de comprimento, enquanto que no ADN eucariota, este ADN espaçador apresenta grande número de nucleótidos.